# Équipe de France de rugby à XV au Tournoi des Cinq Nations 1968
L'équipe de France remporte le Tournoi des Cinq Nations 1968 en réussissant un Grand chelem (quatre victoires en quatre matchs). Il s'agit du premier Grand Chelem réussi par l'équipe de France dans le Tournoi.
Vingt-sept joueurs ont contribué à ce succès.

## Les joueurs

### Première Ligne
- Arnaldo Gruarin
- André Abadie
- Michel Lasserre
- Jean-Michel Cabanier
- Jean-Claude Noble
- Michel Yachvili

### Deuxième Ligne
- Élie Cester
- Benoît Dauga
- Alain Plantefol

### Troisième Ligne
- Christian Carrère (capitaine)
- Walter Spanghero
- Jean-Joseph Rupert
- Jean Salut
- Michel Greffe

### Demi de mêlée
- Lilian Camberabero
- Jean-Henri Mir

### Demi d'ouverture
- Guy Camberabero

### Trois-quarts centre
- Jean Trillo
- Jo Maso
- Jean-Pierre Lux
- Claude Dourthe

### Trois-quarts aile
- André Campaes
- Bernard Duprat
- Jean Gachassin
- Jean-Marie Bonal

### Arrière
- Claude Lacaze
- Pierre Villepreux

## Résultats des matches
- Le 13 janvier, victoire 8 à 6 contre l'équipe d'Écosse à Édimbourg
- Le 27 janvier, victoire 16 à 6 contre l'équipe d'Irlande à Colombes
- Le 24 février, victoire 14 à 9 contre l'équipe d'Angleterre à Colombes
- Le 23 mars, victoire 14 à 9 contre l'équipe du pays de Galles à Cardiff.

## Points marqués par les Français

### Match contre l'Écosse
- Bernard Duprat (3 points) : 1 essai
- André Campaes (3 points) : 1 essai
- Guy Camberabero (2 points) : 1 transformation

### Match contre l'Irlande
- Pierre Villepreux (7 points) : 2 transformations, 1 pénalité
- Benoît Dauga (3 points) : 1 essai
- André Campaes (3 points) : 1 essai
- Jean Gachassin (3 points) : 1 drop

### Match contre l'Angleterre
- Guy Camberabero (5 points) : 1 transformation, 1 pénalité
- Lilian Camberabero (3 points) : 1 drop
- Claude Lacaze (3 points) : 1 drop
- Jean Gachassin (3 points) : 1 essai

### Match contre le pays de Galles
- Guy Camberabero (8 points) : 1 transformation, 1 pénalité, 1 drop
- Lilian Camberabero (3 points) : 1 essai
- Christian Carrère (3 points) : 1 essai